# Branimir Kalaica
 (juin 2019).
Branimir Kalaica est un footballeur croate né le 1er juin 1998 à Zagreb. Il évolue au poste de défenseur central.

## Biographie

### En club
Il évolue dans l'équipe B du Benfica à partir de 2016.
Il dispute un match en première division lors de la saison 2016-2017. Il marque un but lors de cette rencontre. Cette saison là, il est sacré champion du Portugal avec le Benfica,.

### En équipe nationale
Avec les moins de 17 ans, il participe au championnat d'Europe des moins de 17 ans en 2015. Lors de cette compétition, il joue cinq matchs. La Croatie se classe cinquième du tournoi. Il dispute ensuite quelques mois plus tard la Coupe du monde des moins de 17 ans qui se déroule au Chili. Lors du mondial junior, il joue cinq matchs. La Croatie s'incline en quart de finale face au Mali.
Il est par la suite à plusieurs reprises capitaine de la sélection des moins de 20 ans. Il reçoit sa première sélection avec les espoirs le 25 mars 2019, en amical contre l'Italie. Il inscrit un but à cette occasion (score final : 2-2).

## Palmarès
Avec le Benfica Lisbonne :
- Champion du Portugal en 2017